# Tratna pri Grobelnem
Tratna pri Grobelnem je naselje v Občini Šentjur.